# Alternating Currents
Alternating Currents è l'ottavo album in studio del gruppo musicale statunitense Spyro Gyra, pubblicato nel giugno 1985.
Il disco è stato classificato al terzo posto dalla rivista settimanale statunitense Billboard per la categoria Top Jazz Album.

## Tracce
1. Shakedown (Jeremy Wall) – 4:22
2. Alternating Currents (Jay Beckenstein) – 4:28
3. Taking the Plunge (Jay Beckenstein) – 4:48
4. Binky's Dream n.6 (Spyro Gyra) – 4:13
5. PG (Jay Beckenstein) – 4:15
6. Heartbeat (Jeremy Wall) – 4:48
7. Mardi Gras (Dave Samuels) – 6:04
8. I Believe in You (Tom Schuman) – 5:31
9. Sunflurry (Tom Schuman) – 5:01

## Formazione
- Jay Beckenstein – sassofoni e lyricon
- Tom Schuman – tastiere
- Richie Morales – batteria
- Kim Stone – basso
- Julio Fernandez – chitarra
- Dave Samuels – marimba e vibrafono
- Gerardo Velez – percussioni